# Kościół św. Augustyna w Kostowie
Kościół św. Augustyna – rzymskokatolicki kościół parafialny, znajdujący się we wsi Kostów (gmina Byczyna), należący do Parafii św. Augustyna w Kostowie dekanatu Trzcinica w diecezji kaliskiej.
Kościół, 24 lipca 2012 roku pod numerem A-191/2012, został wpisany do rejestru zabytków Narodowego Instytutu Dziedzictwa.

## Historia i wnętrze
Neobarokowy, murowany kościół zbudowany został w 1911 roku przez hrabiego Franciszka Ballestrema według projektu Hansa von Poellnitza. W 1955 roku świątynia została odrestaurowana. W kościele znajduje się krypta grobowa fundatora kościoła i jego rodziny. 
Organy kościoła zostały wybudowane przez firmę Schlag & Söhne ze Świdnicy jako opus 918. 
W 2007 roku Starostwo Powiatowe w Kluczborku przeznaczyło kwotę 6 tys. zł na wymianę pokrycia dachu kościoła.
22 maja 2024 roku, w dniu wspomnienia Ryty z Cascii, ks. biskup Damian Bryl wprowadził do kościoła świątyni relikwie świętej i poświęcił kaplicę z nową figurą orędowniczki w sprawach trudnych i beznadziejnych. Inicjatorem tego wydarzenia był ks. Marcin Kierzek, który miesiąc po objęciu parafii zorganizował pierwsze nabożeństwo do św. Rity.

## Galeria

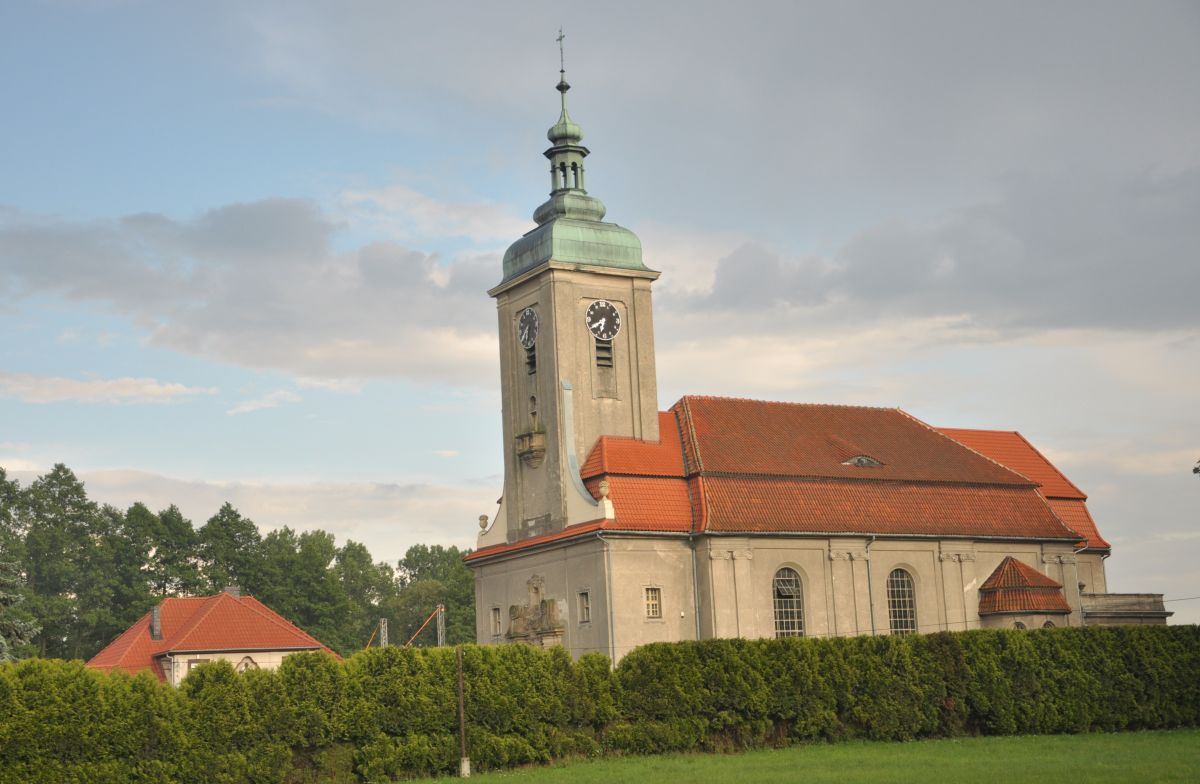
Widok kościoła (2016)
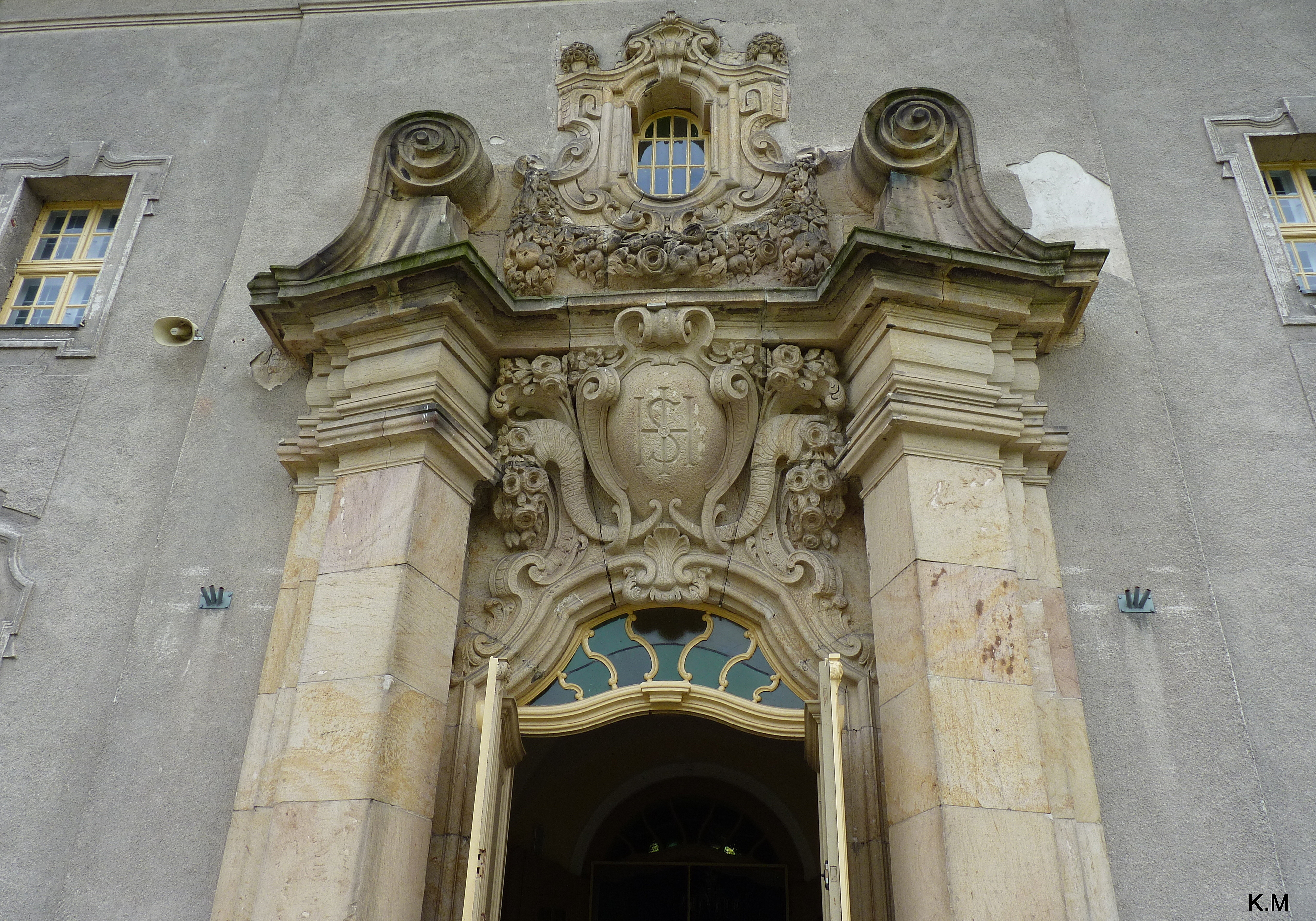
Ozdobny detal nad wejściem
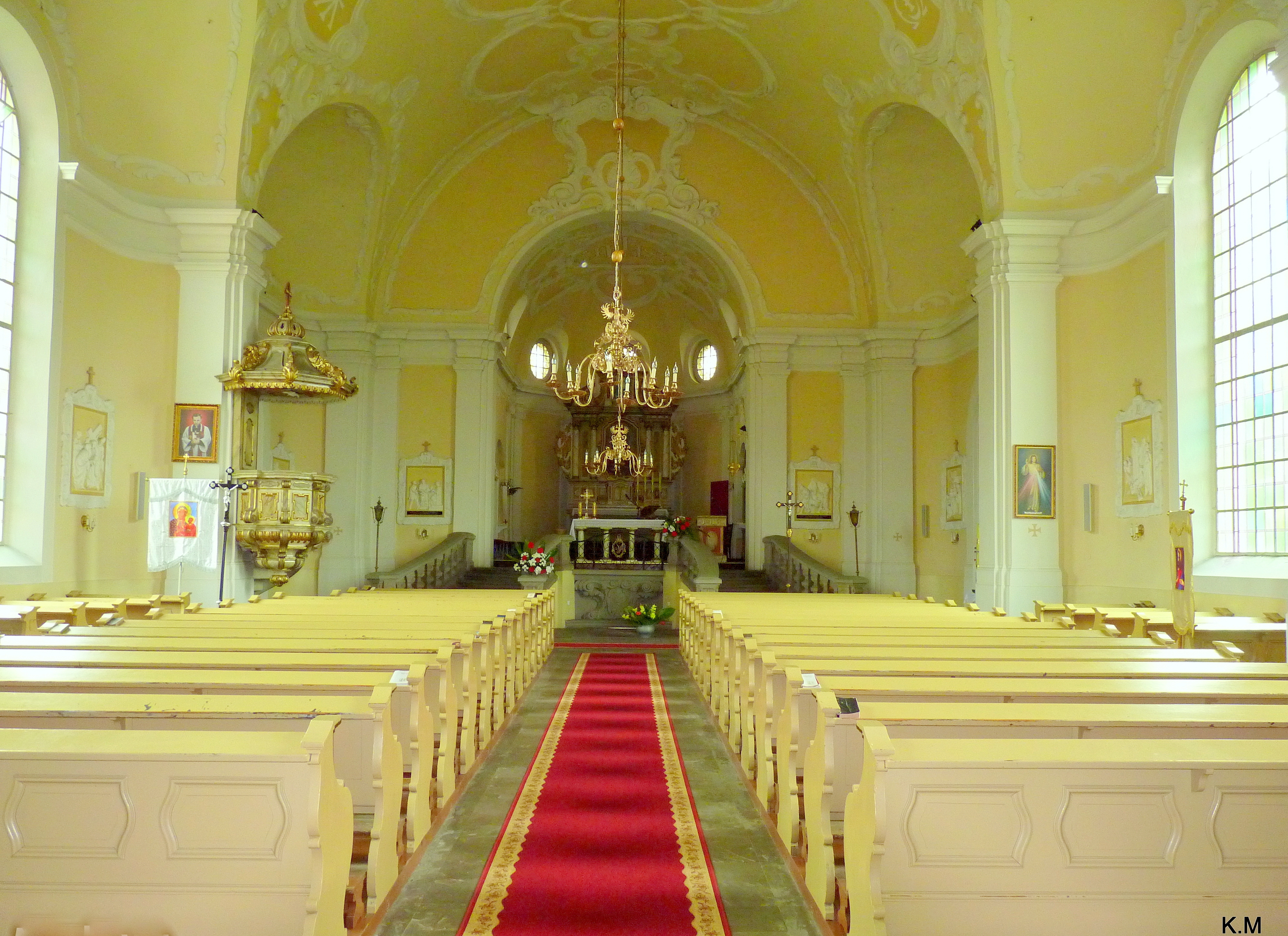
Wnętrze kościoła
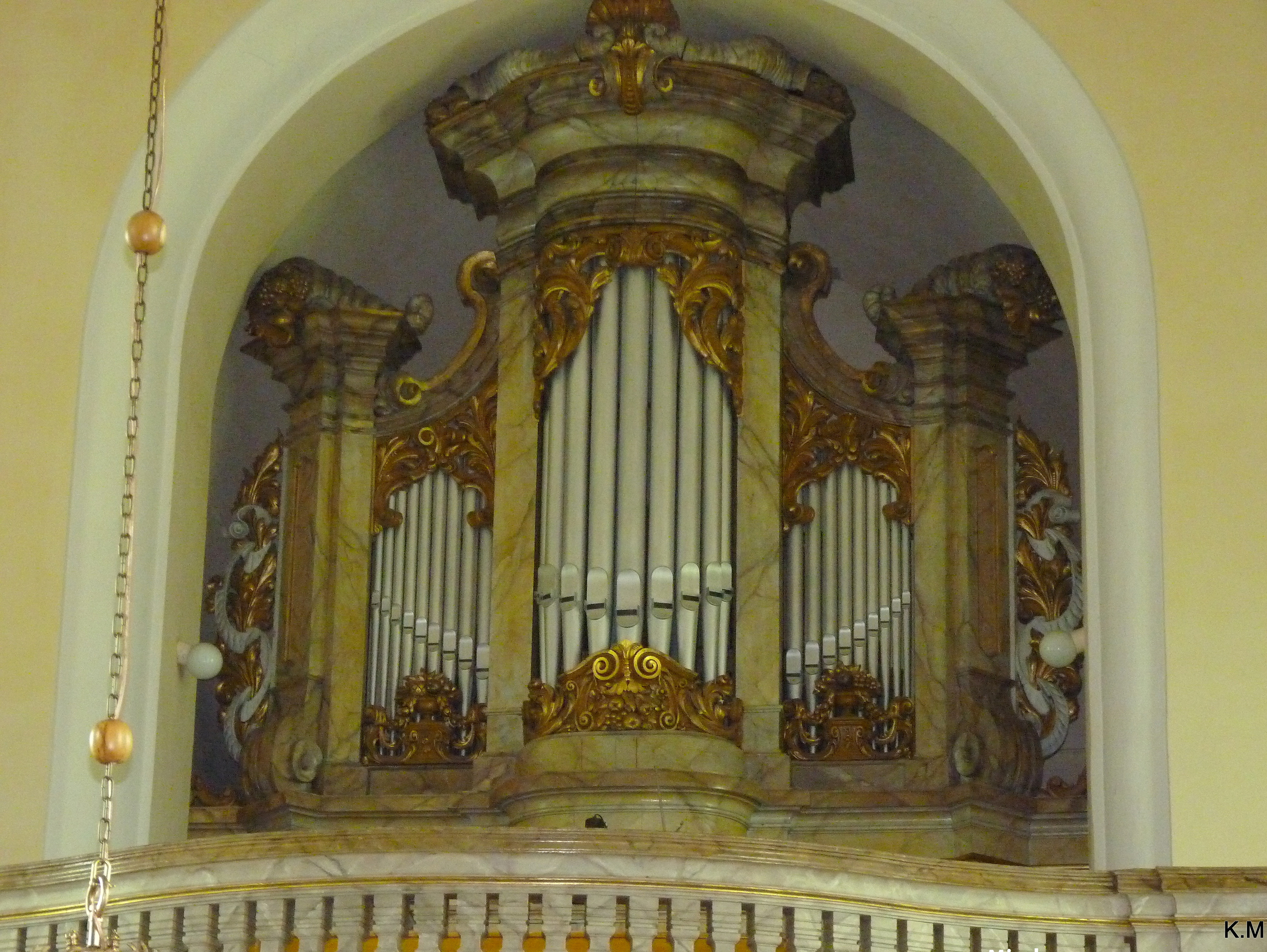
Widok organów
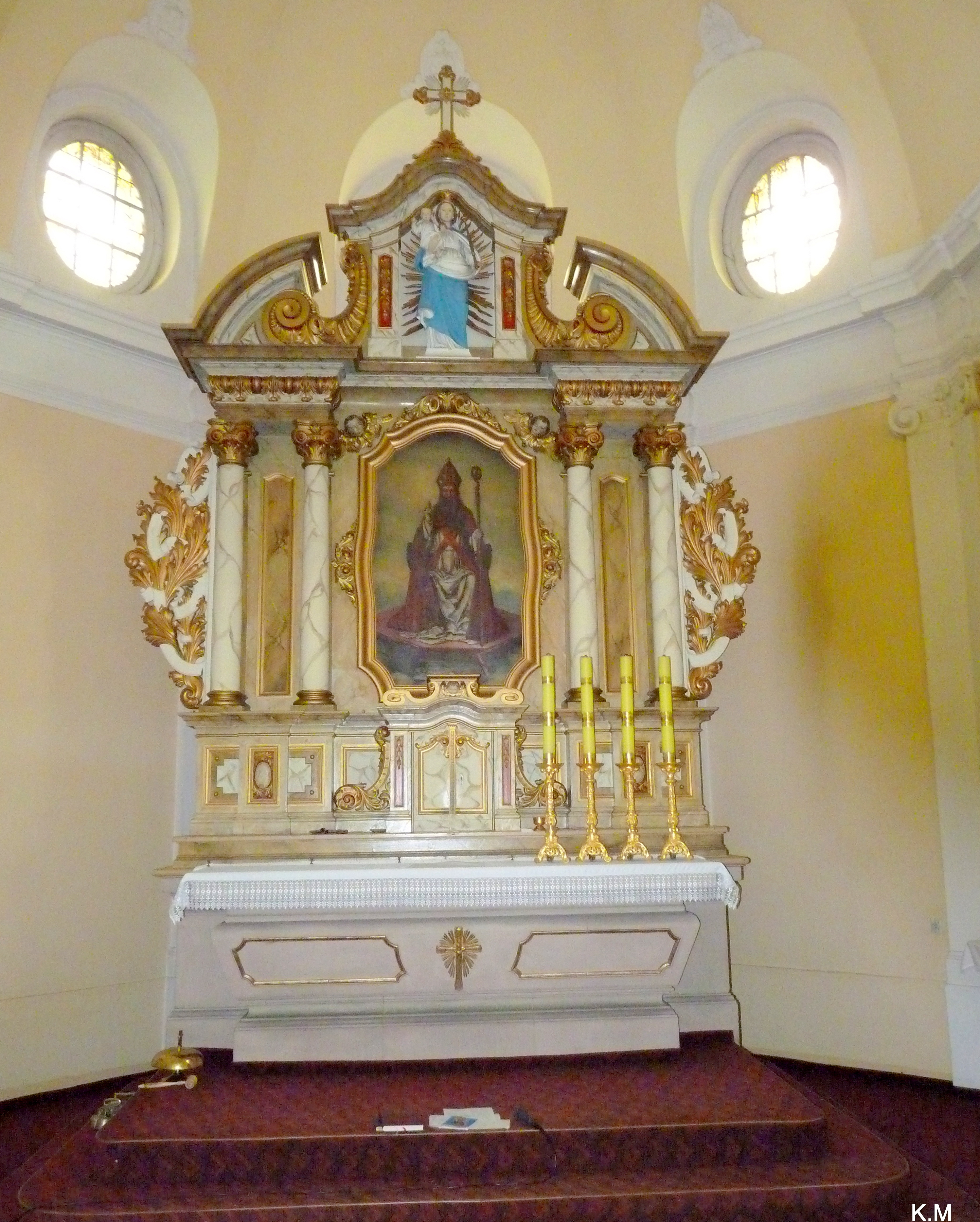
Ołtarz główny
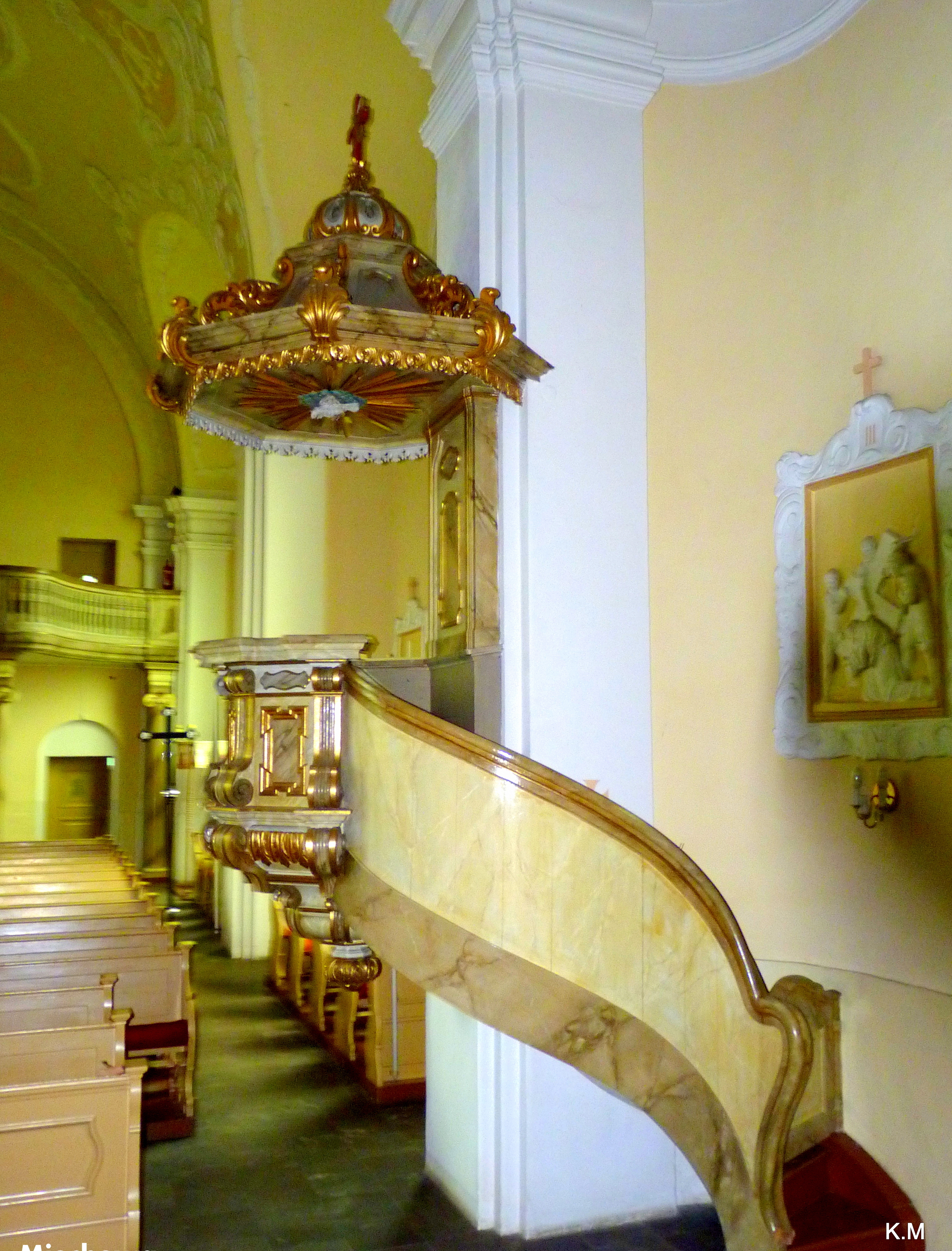
Ambona
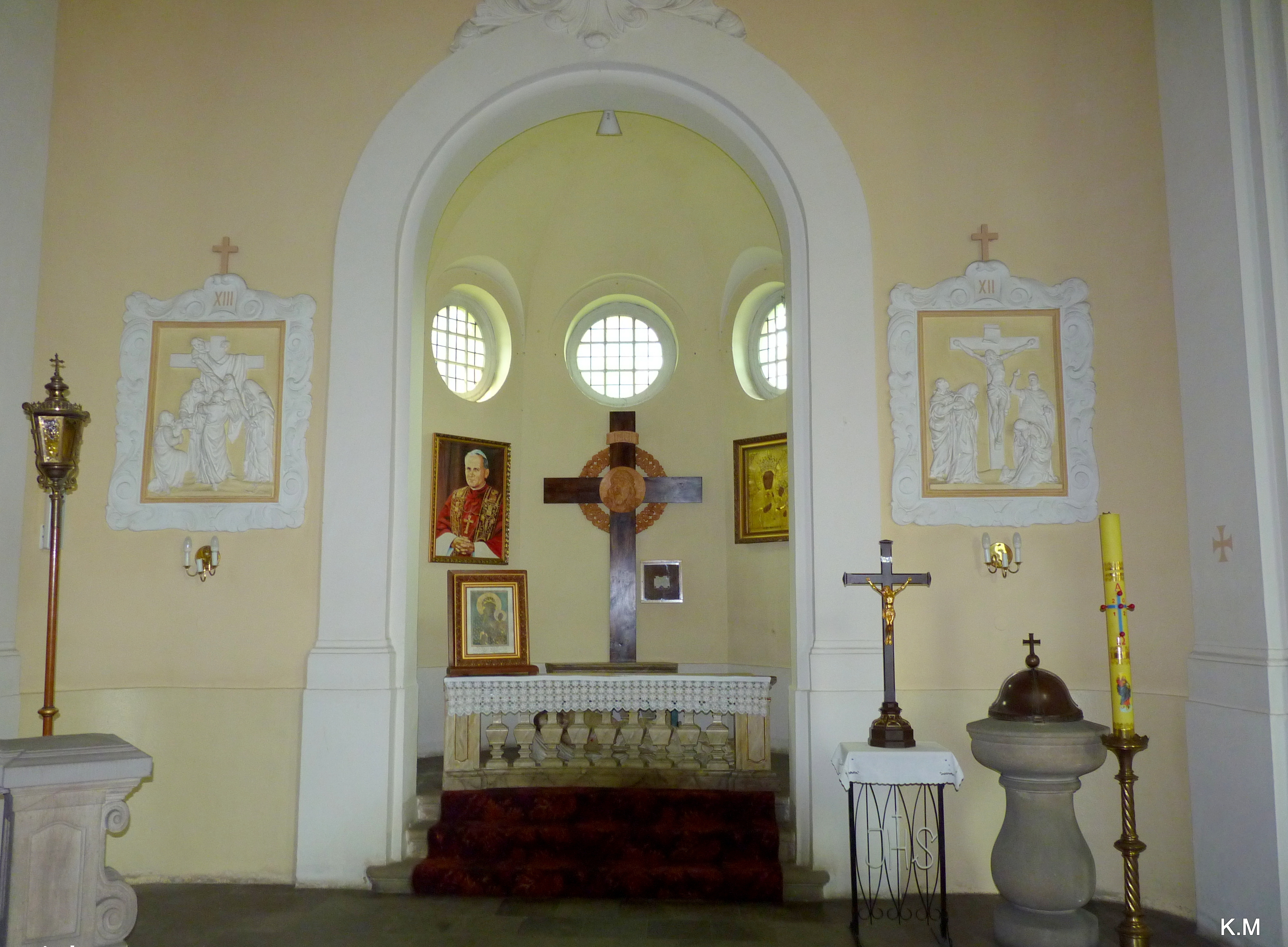
Ołtarz boczny